# 이스트 L.A 스토리
《이스트 L.A 스토리》(영어: Blood In Blood Out, 혹은 영어: Bound by Honor, 영어: lood In Blood Out: Bound By Honor)는 미국에서 제작된 1993년 서사 범죄 드라마 영화이다. 테일러 핵퍼드가 연출과 제작을 맡았고, 제스 보레고 등이 출연하였다. 친척 사이인 세 치카노들의 삶을 1972년부터 1984년까지 따라간다.

## 출연진
- 데이미언 차파
- 제시 보레고
- 벤저민 브랫
- 엔리케 카스티요
- 델로이 린도
- 빅터 리버스
- 톰 톨스
- 카를로스 카라스코
- 시어도어 윌슨
- 레이먼드 크루즈
- 제프리 리바스
- 벌렌테이 로드리게스
- 빌리 밥 손턴
- 대니 트레이호
- 빙 레임스
- 리처드 매서
- 토머스 F. 윌슨
- 루페 온티베로스
- 너탈리아 노굴리치

## 기타 제작진
- 협력 제작: 지나 블루먼펠드
- 배역: 리처드 퍼가노, 샤론 비알리
- 미술: 브루노 루베오
- 의상: 셰이 컨리프